# Epomophorus grandis
Epomophorus grandis — вид рукокрилих, родини Криланових.

## Поширення і стиль життя
Країни поширення: Ангола, Республіка Конго. Це, здається, в першу чергу савановий вид, який може поширюватись в тропічні вологі ліси.

## Загрози та охорона
Загрози для цього виду не відомі. Існує вирубка лісів у деяких частинах ареалу. Не відомо, чи вид присутній в будь-яких природоохоронних територій.